# Дунаю, Дунаю, чому смутен течеш?
«Дунаю, Дунаю, чому смутен течеш?» — українська народна пісня, вважається найстарішим відомим з літератури текстом української народної пісні. Твір є пам'яткою і найдавнішим зразком живої народної мови й зразком найстарішої власне української книжної епічної поезії. Перша письмова фіксація українського фольклорного твору.
Найдавніший запис української народної балади «Дунаю, Дунаю, чому смутен течеш?» («Стефан-воєвода») від Никодима з Бенаток здійснив Ян Благослав у середині ХVІ ст. (приблизно 1550—1560-і) й опублікував у чеській граматиці.

## Історія
Баладний вірш-пісню «Дунаю, Дунаю, чому смутен течеш?» було віднайдено в рукописній граматиці 1571 року, яку готував до друку видатний чеський вчений і культурно-освітній діяч XVI століття Ян Благослав, який помер у 1571 році, не встигши здійснити задумане видання. «Чеська граматика» («Gramatika česká») Яна Благослава була надрукована у Відні 1857 року двома чеськими вченими, Ігнатієм Граділєм та Йосифом Їречеком.. 1877 року цією публікацією зацікавився український мовознавець Олександр Потебня і присвятив їй спеціальну розвідку, у якій дослідив мову пісні, хоч і не наважився віднести її до якогось певного українського діалекту, проте не сумнівався в її українському походженні.
Олександр Потебня в роботі «Малоруськая народная песня по списку XVI века» (1877 р.) проаналізував народну баладу «Дунаю, Дунаю, чому смутен течеш?» й вказував на схожість варіантів пісні із замовляннями, символічність змісту, аналізував її віршування, чим дав початок традиції рубрикування пісень за розміром.
Іван Франко присвятив дослідженню пісні «Дунаю, Дунаю…» кілька статей та здійснив реконструкцію втрачених фрагментів тексту. На думку Івана Франка, чеський вчений, «будучи обдарованим витонченим слухом, сприйняв з уст Никодима найтонші відтінки говору, так що й тепер в ньому можна легко розпізнати риси покутсько-гуцульського діалекту Східної Галичини та Буковини»
Оригінал рукопису «Чеської граматики» Яна Благослава та сторінки видання 1857 р. з текстом «Дунаю, Дунаю, чому смутен течеш?»

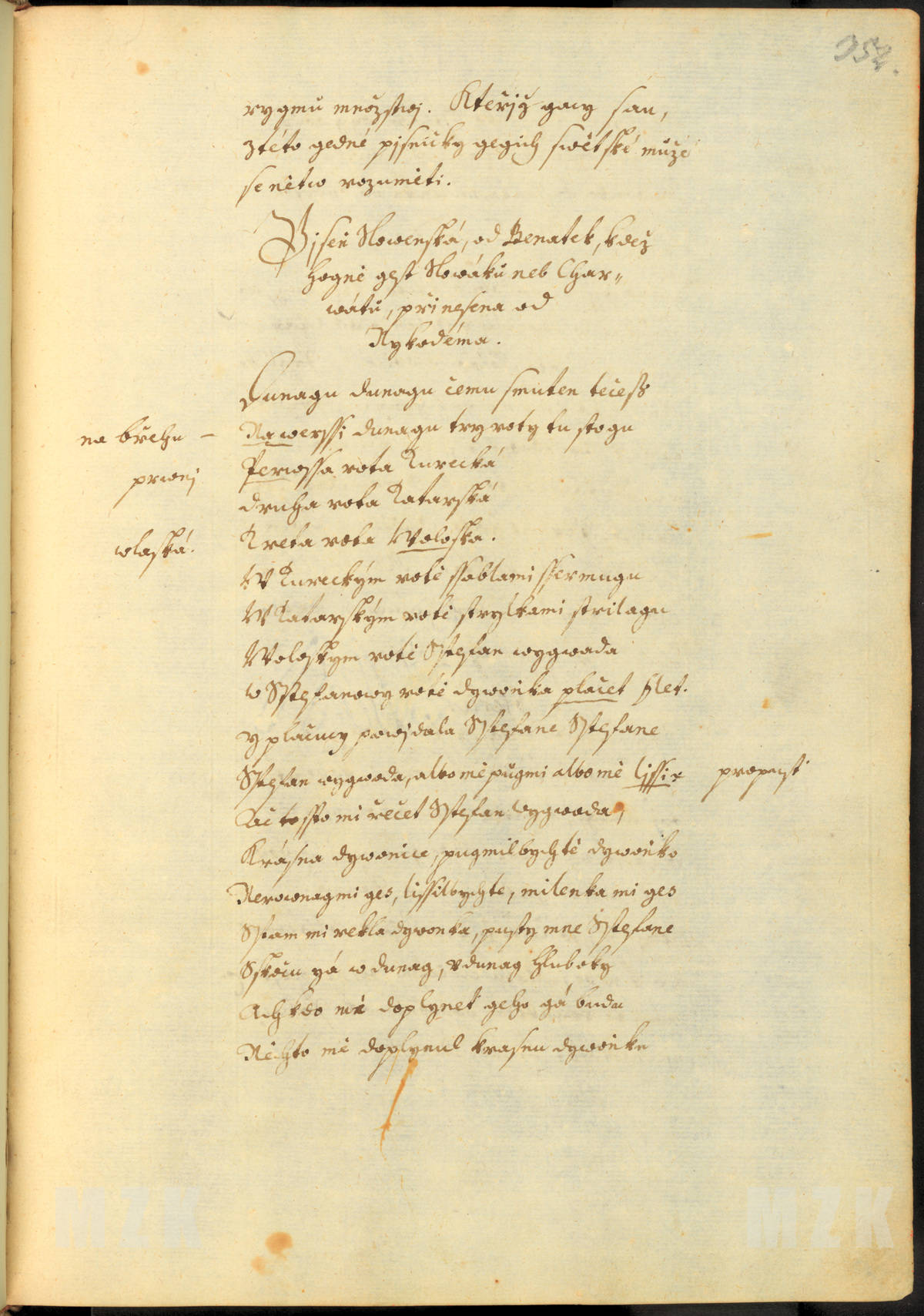
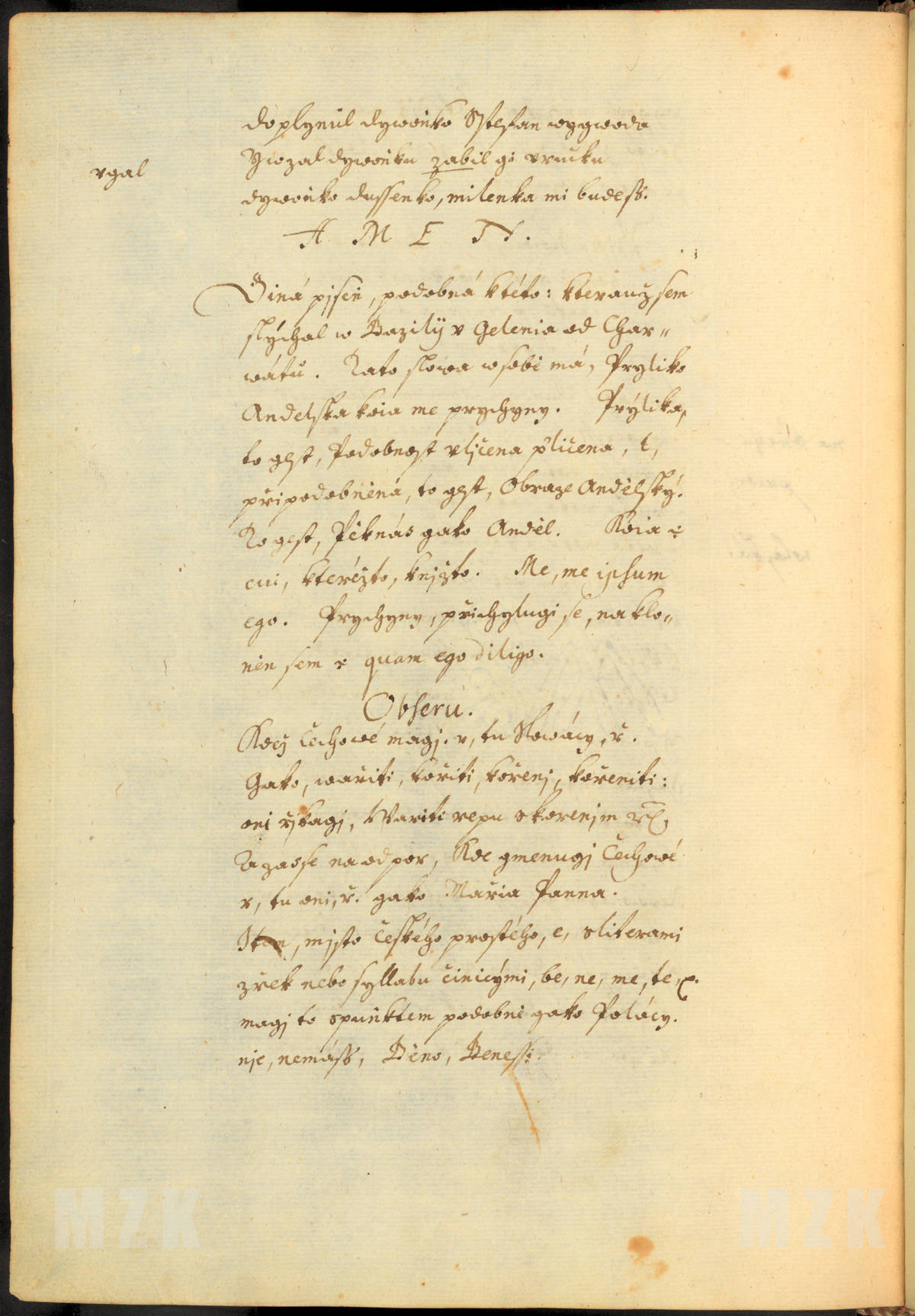
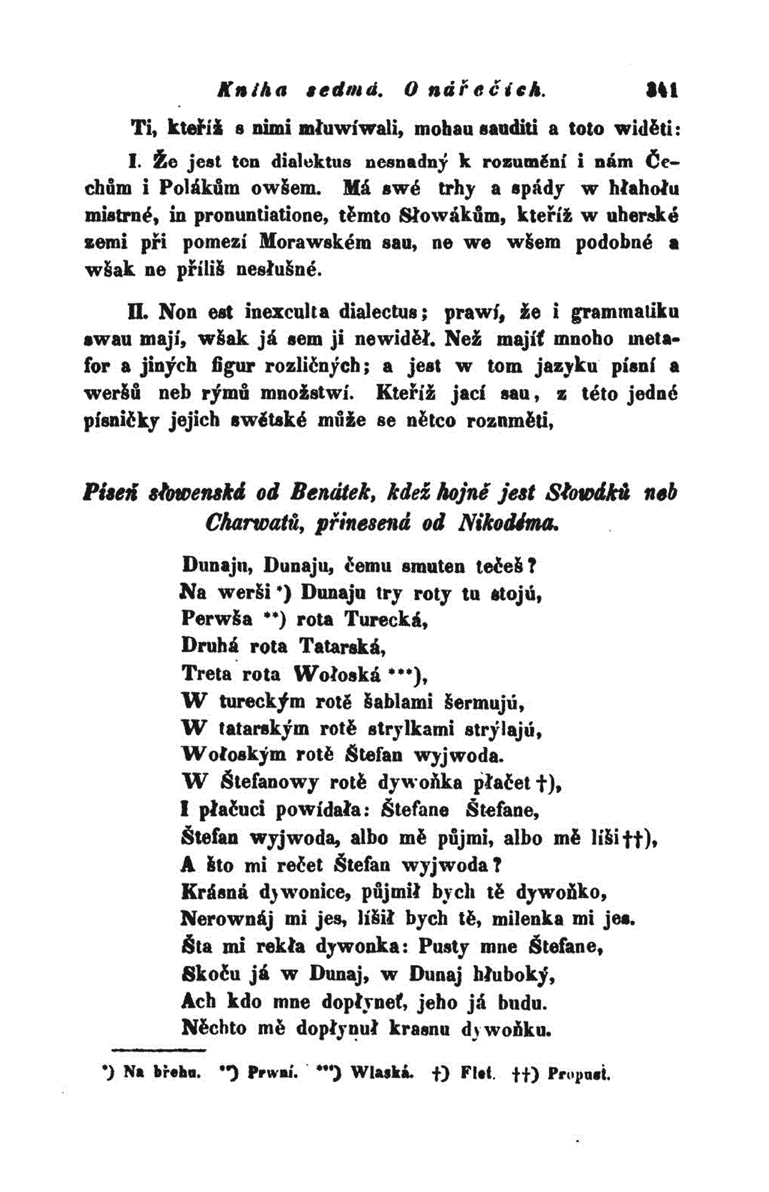
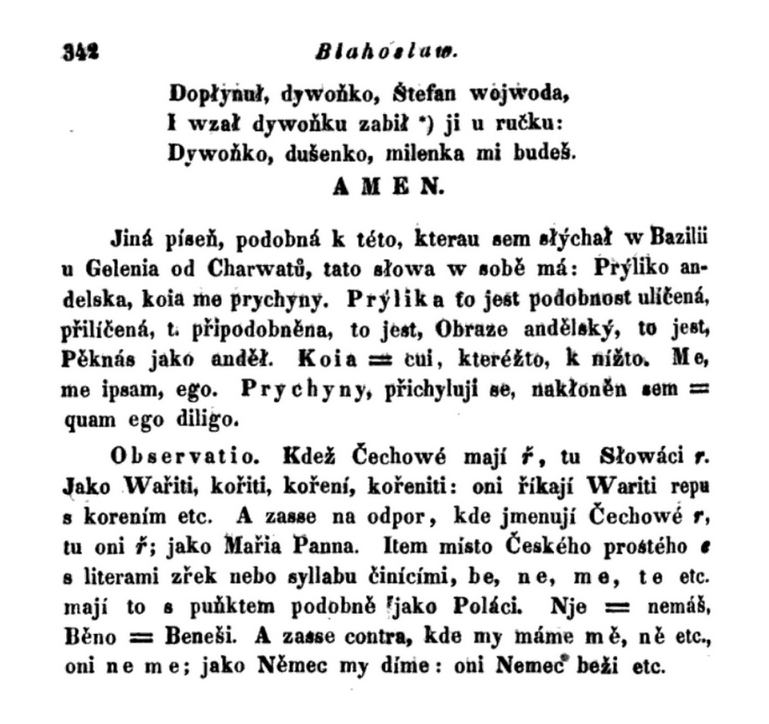

Текст твору Ян Благослав, як він сам засвідчив, записав від якогось Никодима, що прийшов до нього у Моравію із Венеції. Можливо, то був один з молодих українців, що в ті часи ходили до Італії по науку і, розбуджений нею, жадав добра і розквіту слов'янському Відродженню, слов'янським мовам. «Часті згадки в… наших розмовах бували… про прикмети чеської мови. Що нам обом, — писав Ян Благослав, — бувало жаль, так се те, що така благодатна мова… така запущена і занедбана».
Говорячи про різні слов'янські мови, автор граматики згадує і про українську (руську), про яку має не дуже виразне уявлення, але відрізняє її від «московської» і від мови «тих словаків, що живуть в угорській землі при моравській границі». При цьому зауважує, що мова ця «не є необробленим діалектом» і що чув він про існування граматики цієї мови («кажуть, що й граматику свою мають, але я не бачив її»); «і є в тім язиці пісень і віршів або римів множество». А на підтвердження сказаного і як зразок цієї мови наводить названу пісню.
Те, що пісня потрапила до Чехії через Венецію, де її чув якийсь Никодим і згодом передав Благославу, засвідчує її популярність на українських землях і навіть за їх межами. Це підтверджують і пізніші її східнослов'янські версії — російська й білоруська. Рідкісний варіант цієї пісні з мелодією, записаний у Мінській губернії десятискладовим віршом (5+5)2, подав К. Квітка в рукописному варіанті розвідки про «Воєводу і полонянку».

## Сучасне виконання
Мелодія пісні «Дунаю, Дунаю, чому смутен течеш?» довгий час після публікації тексту залишалася невідомою і лише нещодавно її віднайшла професор Софія Грица в архівах Музею музичної культури імені Михайла Глинки у Москві як запис із Полісся Клемента Квітки. Мелодія була опублікована у її книзі «Мелос української народної епіки». Це дало можливість науково й виконавськи відтворити її, поєднавши із текстом, реконструйованим Іваном Франком. Пісню виконав Михайло Хай у супроводі ліри, вона ввійшла до альбому «Українська ліра».

## Інші варіанти
Досить схожі мотиви у білоруської пісні «Дунаю-Дунаю, чаму ціха йдзеш?».
— Дунаю-Дунаю, чаму ціха йдзеш?

— А як мне, Дунаю, паціху ня йсьці?

На мне, на Дунаю, тры чаўны ідуць,

А ў адным чаўночку конікі ірзуць.

У другім чаўночку малайцы пяюць,

А ў трэцім чаўночку дзяўчаты плачуць.

У цій версії замість воєводи-Штефана до полоненої дівчини залицяється «пан-капітан»:
Ўзяў бы я за сябе ― ня роўна ты мне;

Вазьму я цябе за свайго слугу.

Яму будзеш жана, а мне мілая

Але дівчина відмовляє залицяльникові.
Цей варіант записав український етнограф Гаврило Стрижевський у Шацьку Мінської губернії, а опублікував Олександр Потебня в 1883 році.. Ця пісня також згадується білоруським фольклористом Федором Клімчуком як твір XVII століття.
Виконувалася фольклорним гуртом «Кудмень» під керівництвом Ірини Мазюк та згодом фолк-метал гуртів «Пярэварацень» та «Znich» (соліст Олесь Таболич). Гурт «Znich» зняв на цю пісню відео з кадрами російсько-української війни.